# Sermoni subalpini
I Sermoni subalpini sono il più importante documento degli inizi della letteratura in lingua piemontese.
Risalgono al periodo che va dalla fine del secolo XII e l'inizio del secolo XIII.
Sono 22 sermoni festivi, di autore anonimo, contenuti nel codice D.VI.10 della Biblioteca Nazionale di Torino.
Il manoscritto è stato ritrovato nel 1847, inizialmente si riteneva fosse un miscuglio di latino, provenzale e francese (Lacroix), mentre Jacques Joseph Champollion-Figeac l'aveva attribuito ai patois provenzali delle vallate piemontesi. Il primo ad attribuirlo al piemontese è stato Förster nel 1879.
Nei decenni successivi numerosi linguisti si sono succeduti nell'analisi dell'antico documento e si è formulata l'ipotesi che la copia a noi pervenuta non sia il manoscritto α, ma un manoscritto successivo ricopiato probabilmente da copisti transalpini, che vi hanno applicato convenzioni legate alle lingue gallo-romanze e vi hanno dunque introdotto elementi d'oc e d'oïl che non dovevano far parte del piemontese medioevale di quell'epoca.
L'analisi delle preposizioni, così come quella della morfologia e del lessico hanno individuato la prevalenza degli elementi cisalpini. I fenomeni di formazione del plurale e di perdita delle vocali finali al maschile corrispondono puntualmente con i fenomeni del piemontese moderno, e quindi i Sermoni sono una preziosa testimonianza di come il piemontese ed il suo gruppo gallo-italico fossero un'entità già ben definita ed autonoma rispetto ai tre tradizionali gruppi citati da Dante Alighieri, ovvero le lingue d'oc, d'oïl e del sì. Sulla falsariga di queste diciture medievali, il piemontese antico è stato chiamato "Lenga d'oé", poiché nel documento si attesta questa affermazione, che si ritiene la versione antica delle moderne affermazioni piemontesi òj ed é, del lombardo aè e dell'emiliano ói, tutte, come il piemontese stesso, lingue gallo-italiche.
Il centro, o il principale dei centri di redazione dei Sermoni è individuato a Vercelli. I Sermoni avevano una funzione didattica ed erano dedicati alla formazione dei cavalieri templari, di cui un gran numero era di stanza in Piemonte e presso i passi alpini.

## I Sermoni

### Alcuni titoli di Sermoni
- Sermone I: Sermo de Decimis et Primiciis

L'inizio del sermone. 
Si noti subito che quasi tutti i plurali sono in -s.
Da notare anche Deus (caso soggetto) e Deu (caso complemento oggetto).
Les desmes et les primicies li Chrestien feel Deu devent doner a sainte Eglise e as preveires et pauperibus, e devez saver por quei e per quel auctorité furent trovees.
Tut premerement que Deus feist nule creature, sì fist dez ordines d'angeles.
...
- Sermone II: Sermo in Dominicis Diebus

L'inizio del sermone.
Si noti dist, che è un passato remoto, che oggi non esiste più, in piemontese.
Seignor frere, notre Sire dit en son Evangeli que bonaurai sun cil qui àn misericordia, quar il la troveran plenerement. Perqué dist nostre Seignor aquesta parola? Sapiai que pietà si est una de le vertuz qui munt est preciosa e acceptabel davant Deu;
...
- Sermone III: Sermo de Adventu Domini

L'inizio del sermone.
In questo inizio si noti deil, che in piemontese moderno diventerà dij.
Freres, zo dit l'Apostol, ben est ora que nos levem de dormir. Aquest soig si est en tuit l'omes qui son en aquest sevol, car tuit li omen qui vivun sunt plen de coveitise e s'adorment en lor peccai; e enperò tut zo que il cobiten tut est trespasable, tut est ... . E lo Prophete dit deil ric homes
...
- Sermone IV: Sermo in Natale Domini

L'inizio del sermone.
Seignor, oi celebrem la sancta natività del nostre Seignor Ihesu Christ segun la carn. Or devem esgarder e perpenser en nos meesme, quan grant fo la misericordia de nostre Seignor vers hom plus que vers nuilla creatura que el feés.
...
- Sermone VII: Exemplum de Tribus Amicis

L'inizio del sermone.
Un eisemple direm d'un bon hom qui ot tres amìs. L'un era ric e l'autre era ric, mas non era sì ric cum era lo premer; lo terz era povre. Or quest bon hom, qui avìa questi trei amì, si era gastaldo d'un alt hom. Or aven que so ser, cui bailìa el tenea, s'irò cum lui per offensiun qu'el li avea faita.
...
- Sermone X: Sermo in Nativitate Domini vel Cotidianus

L'inizio del sermone.
Nostre Seignor apparec en la nostra forma, que el aveva criaa ex nichilo. Car aquela faitura ò el fo e est, invisible est; anc no fo hom qui la poés veeir né perpenser en qual guisa el est, ... Car quant lo seignor appela son serve, cel li respunt: "Meser". Perquè? Car el se sent de menur poer e de menor riquisia.
...
Un altro passo molto interessante mostra la forma più arcaica di affermativo piemontese:
E lo reis ia demandà: Aves tu lum? E cel respondè: Oe, doe candele. ...
- Sermone XIII: Sermo in Dominicis Diebus

L'inizio del sermone.
Da notare eo, da ego.
Santa Ecclesia parla a le anime feel e sì lor dit: Neire soi, mas eo soi bela, filles de Ierusalem, zo est de paz, sì cum l'albergarìa de Cedar, zo sunt tenebre, e cum sun le peil de Salomun. Ne m'esquivai per zo que eo soi neira, car lo soleil m'à eisì ennerzìa.
...
- Sermone XIV: Sermo in Dominicis Diebus

L'inizio del sermone.
Aquesta sentenza e aquest flael, dun Christ catzé cels qui vendean e acatavan el Temple de so Pare, [...] oi en aquest iorn regnen. Zo son li hereti, qui acaten e venden les maisuns de Deu, zo sun las ecclesies, qui est una, quamvisdeu seian molte per lo munt.
...